# سلمان الفارسي
سَلْمَانُ الفَارِسِيُّ (توفى سنة 33 هـ) صحابي، ومولى النبي محمد ﷺ وأحد رواة الحديث النبوي، وهو أول الفرس إسلامًا؛ أصله من بلاد فارس، ترك أهله وبلده سعيًا وراء معرفة الدين الحق؛ فانتقل بين البلدان ليصحب الرجال الصالحين من القساوسة، إلى أن وصف له أحدهم ظهور نبي في بلاد العرب، ووصف له علامات ليتحقق منه. اتفق سلمان مع قوم من بني كلب لينقلوه إلى بلاد العرب، فغدروا به وباعوه إلى يهودي من وادي القرى، ثم اشتراه يهودي آخر من يثرب من بني قريظة، ورحل به إلى بلده.
وعند هجرة النبي محمد إلى يثرب، سمع به سلمان، فسارع ليتحقق من العلامات، فأيقن أنه النبي الذي يبحث عنه. فأسلم، وأعانه النبي محمد وأصحابه على مُكاتبة مالكه، حتى أُعتق. بعد عتقه، شهد سلمان مع النبي محمد غزوة الخندق، وهو الذي أشار بحفر الخندق لحماية المدينة من قريش وحلفائها، ثم شهد معه باقي المشاهد. وبعد وفاة النبي محمد، شهد سلمان الفتح الإسلامي لفارس، وتولى إمارة المدائن في خلافة عمر بن الخطاب إلى أن توفي في خلافة عثمان بن عفان.

## اسمه ونسبه
كان اسمه روزبه، وسَمَّاهُ النبي محمد سلمان، وكان اسم أبيه خشفوذان، وكان الأخير من دهاقي فارس -وقيل من أساورتها- له إمرةٌ على بعض الفلاحين من أبناء أصفهان، وكان واسع الحال يملك بعض المزارع.
أمَّا نَسَبُهُ: فهو مابه بِنُ بوذخشان بِنُ مورسلان بِنُ بهبوذان بِنُ فيروز بِنُ سهرك مِنْ وِلْدِ آبٍ المَلِكِ.

## سيرته
.

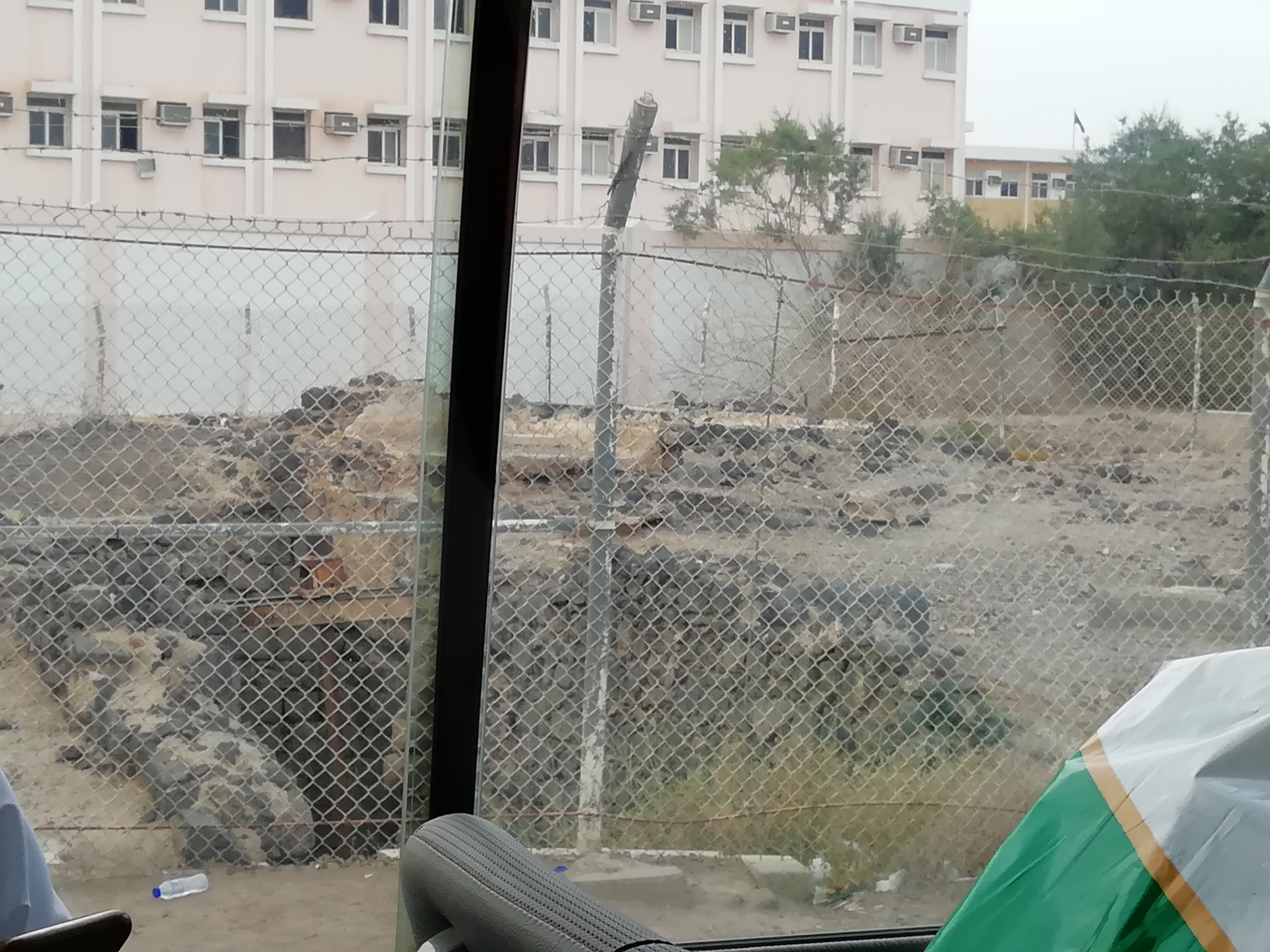
بئر الفقير أو بئر سلمان الفارسي بالمدينة المنورة

طريق رحلة سلمان الفارسي قبل وصوله إلى يثرب

روى عبد الله بن عباس عن سلمان قصة نشأته إلى وقت إسلامه حيث قال:
ورغم تلك الرواية، إلا أنه هناك روايات أخرى تناولت قصة إسلامه، منها أنه من رامهرمز من أهل قرية اسمها «جي»، وأن مولاه الذي باعه هو عثمان بن الأشهل القرضي اليهودي، كما قيل أن النبي محمد آخى بين سلمان وأبي الدرداء، وقيل آخى بينه وبين حذيفة بن اليمان، إلا أن الزُّهريّ أنكر مسألة مؤاخاته، لأن المؤاخاة اُبطلت بعد غزوة بدر، وسلمان يومئذ كان في الرق.
كانت غزوة الخندق أول معارك سلمان التي يخوضها مع النبي محمد، وهو الذي أشار عليه بحفر الخندق حول المدينة المنورة للدفاع عنها أمام جيش قريش، وحلفائها. حيث كان الفرس يحفرون الخنادق للدفاع في الحرب، فقال سلمان: «يا رسول الله كنا بفارس إذا حوصرنا خندقنا علينا»، ثم شهد معه باقي المشاهد بعدها. وبعد وفاة النبي محمد، شارك سلمان في فتوح العراق، تولى سلمان إمارة المدائن ورغم ذلك، فكان يعمل بيده، فإذا تحصّل له مال اشترى به طعامًا، ودعا الفقراء يأكلون معه. وكان الخلفاء قد جعلوا له راتبًا 5,000 درهم، إلا أنه كان ينفقها على الفقراء، فقد روى الحسن البصري أنه: «كان عطاء سلمان خمسة آلاف، وكان على ثلاثين ألفًا من الناس، يخطب في عباءة يفرش نصفها، ويلبس نصفها. وكان إذا خرج عطاؤه أمضاه، ويأكل من سفيف يده».

## روايته للحديث

صحيح البخاري الذي أخرج له أربعة أحاديثٍ.

أورد له بقي بن مخلد في مسنده 60 حديثًا، وأخرج له البخاري أربعة أحاديث، ومسلم ثلاثة أحاديث.
روى عن:
- النبي محمد تَلَقيًّا.

وحَدَّثَ عنه:
- عبد الله بن عباس
- أنس بن مالك
- أبو الطفيل عامر بن واثلة الكناني
- أبو عثمان النهدي
- شرحبيل بن السمط
- أبو قرة سلمة بن معاوية الكندي
- عبد الرحمن بن يزيد النخعي
- أبو عمر زاذان
- أبو ظبيان حصين بن جندب الجنبي
- قرثع الضبي
- عقبة بن عامر الجهني
- أبو سعيد الخدري
- كعب بن عجرة
- طارق بن شهاب
- سعيد بن وهب الهمداني
- جندب الأزدي
- حارثة بن مضرب
- خليد العصري
- زيد بن صوحان
- عبد الله بن وديعة
- علقمة بن قيس النخعي
- عليم الكندي
- عمرو بن أبي قرة الكندي
- القاسم أبو عبد الرحمن الشامي
- محفوظ بن علقمة
- أبو البختري الطائي
- أبو ليلى الكندي
- أبو مراوح
- أبو مسلم مولى زيد بن صوحان
- أبو مشجعة بن ربعي الجهني
- بقيرة زوجة سلمان الفارسي
- هجيمة أم الدرداء.

## منزلته

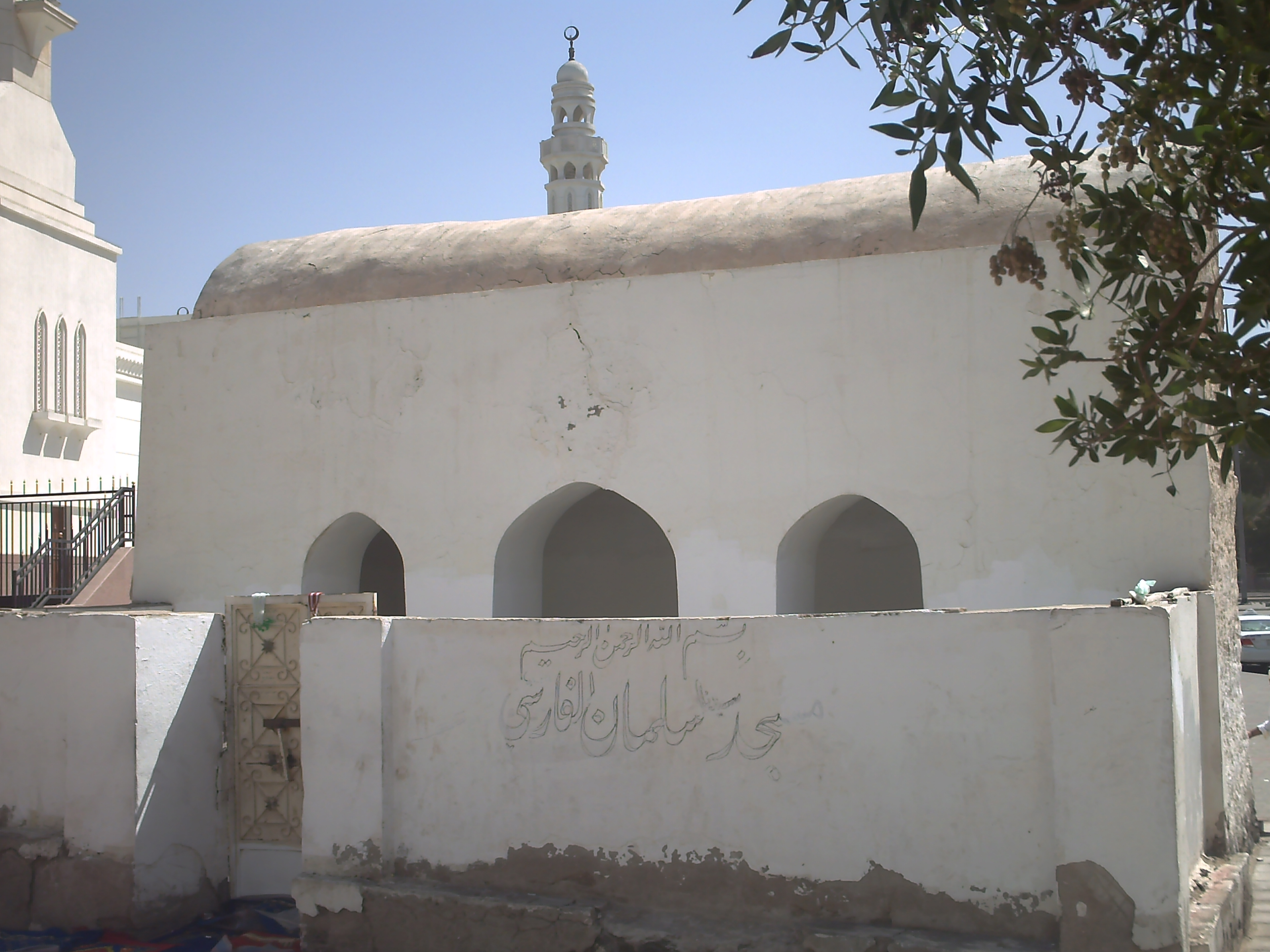
مسجد سلمان الفارسي

أعلى النبي محمد من منزلة سلمان الفارسي، كما روى أنس قول النبي محمد: «أنا سابق ولد آدم، وسلمان سابق الفُرس». وفي يوم الأحزاب، لما تحاجج المهاجرون والأنصار في سلمان الفارسي، كل منهم يقول: «منا سلمان»، فقال النبي: «سلمان منا أهل البيت».
كما أن سلمان كان سببًا في نزول آية: ﴿إِنَّ الَّذِينَ آمَنُوا وَالَّذِينَ هَادُوا وَالنَّصَارَى وَالصَّابِئِينَ مَنْ آمَنَ بِاللَّهِ وَالْيَوْمِ الْآخِرِ وَعَمِلَ صَالِحًا فَلَهُمْ أَجْرُهُمْ عِنْدَ رَبِّهِمْ وَلَا خَوْفٌ عَلَيْهِمْ وَلَا هُمْ يَحْزَنُونَ ۝٦٢﴾ [البقرة:62]، حين أخبر سلمان النبي محمد خبر أصحابه من القسيسين الذين صحبهم قبل إسلامه، فقال: «كانوا يصومون ويصلون، ويشهدون أنك ستبعث». فقال النبي محمد: «يا سلمان، هم من أهل النار»، فاشتد ذلك على سلمان. وقال: «لو أدركوك صدقوك واتبعوك»، فنزلت الآية.
كما كان الصحابة يُعظّمون قدره، فقد رُوي أنه لما حضر معاذ بن جبل الموت، قال له أصحابه: «أوصنا»، قال: «إن الإيمان والعلم مكانهما، من ابتغاهما وجدهما. قالها ثلاثًا، فالتمسوا العلم عند أربعة: أبي الدرداء وسلمان وابن مسعود وعبد الله بن سلام الذي كان يهوديا فأسلم. فإني سمعت رسول الله ﷺ يقول: «إنه عاشر عشرة في الجنة».» وحين سُئل علي بن أبي طالب عن أصحاب النبي محمد، فقال: «عن أيهم تسألون؟»، قيل: «عن عبد الله»، قال: «عَلِمَ القرآن والسُنّة، ثم انتهى وكفى به علمًا». قالوا: «عمار؟»، قال: «مؤمن نسيّ، فإن ذكرته، ذكر». قالوا: «أبو ذر؟»، قال: «وعى علمًا عجز عنه». قالوا: «أبو موسى؟»، قال: «صُبغ في العلم صبغة، ثم خرج منه». قالوا: «حذيفة؟»، قال: «أعلم أصحاب محمد بالمنافقين». قالوا: «سلمان؟»، قال: «أدرك العلم الأول، والعلم الآخر، بحر لا يدرك قعره، وهو منا أهل البيت». قالوا: «فأنت يا أمير المؤمنين؟»، قال: «كنت إذا سألت أعطيت، وإذا سكت ابتديت.» كما أنه حين قدم سلمان على عمر بن الخطاب وهو الخليفة، قال عمر للناس: «اخرجوا بنا نتلق سلمان».

## وفاته

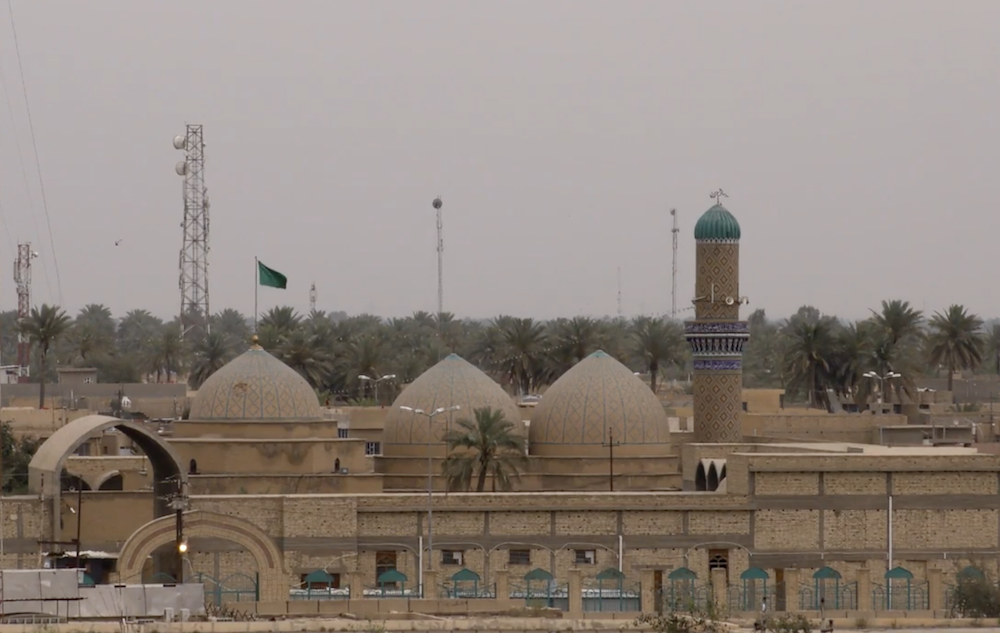
مرقد سلمان الفارسي في المدائن

توفي سلمان في خلافة عثمان بن عفان بالمدائن، سنة 33 هـ، وقيل توفي سنة 36 هـ، وكانت لسلمان زوجة من قبيلة كندة، اسمها بُقيرة، وقيل أنه كان له بنت بأصبهان لها نسل وبنتان بمصر. أما صفته، فقد كان سلمان رجلاً قويًا، طويل الساقين، كثير الشعر. قال عنه الذهبي: «كان لبيبًا حازمًا، من عقلاء الرجال وعُبّادهم ونبلائهم».

## في السِّنَمَا والتِّلْفَاز
- 2008: مسلسل قمر بني هاشم، وقام بتجسيد دور «سلمان الفارسي» الممثل يحيى بيازي.[26]

## طالع أيضًا
- أبو ذر الغفاري
- المقداد بن الأسود
- عمار بن ياسر

## الهوامش
1. ↑  وقيل بوذخشان، وقيل بود، وقيل غير ذلك.

### فهرس المراجع
1. ↑  العسقلاني (1995)، ص. 119.
2. ↑  ابن عبد البر (1911)، ج. 2، ص. 58.
3. 1 2  ابن الأثير (2012)، ص. 499-502.
4. ↑  مزرعة وبئر سيدنا سلمان الفارسي رضي الله عنه ( الميثب ) بالمدينة المنورة... صور - منتديات طيبة نت نسخة محفوظة 22 أكتوبر 2013 على موقع واي باك مشين.
5. ↑  الخراز، خالد. روائع القصص النبوي. الاسكندرية: الدار العالمية للنشر والتوزيع. 2003. ص 15.
6. ↑  البحر الزخار المعروف بمسند البزار» حديث سلمان نسخة محفوظة 25 أبريل 2017 على موقع واي باك مشين.
7. ↑  الطبقات الكبرى لابن سعد - سَلْمَانُ الْفَارِسِيُّ (1) نسخة محفوظة 25 أبريل 2017 على موقع واي باك مشين.
8. 1 2 3  "سير أعلام النبلاء» الصحابة رضوان الله عليهم» قصة سلمان الفارسي (5)". مؤرشف من الأصل في 2020-03-14. {{استشهاد ويب}}: |archive-date= / |archive-url= timestamp mismatch (مساعدة)
9. 1 2  سير أعلام النبلاء» الصحابة رضوان الله عليهم» قصة سلمان الفارسي (4) نسخة محفوظة 26 أبريل 2017 على موقع واي باك مشين.
10. ↑  الطبقات الكبرى لابن سعد - سَلْمَانُ الْفَارِسِيُّ (3) نسخة محفوظة 25 أبريل 2017 على موقع واي باك مشين.
11. ↑  الخطيب البغدادي. تاريخ بغداد. دار الكتب العلمية. ج. الأول. ص. 168.
12. ↑  البداية والنهاية » سنة خمس من الهجرة النبوية » غزوة الخندق نسخة محفوظة 26 أبريل 2017 على موقع واي باك مشين.
13. ↑  السيرة النبوية لابن هشام » غزوة الخندق » سلمان وإشارته بحفر الخندق نسخة محفوظة 26 أبريل 2017 على موقع واي باك مشين.
14. ↑  سيدنا محمد صلى الله عليه وسلم لمحمد رشيد رضا » غزوة الخندق وهي الأحزاب » حفر الخندق
15. ↑  سلمان الفارسي من أشار بحفر الخندق، فتاوى إسلام ويب نسخة محفوظة 19 مايو 2017 على موقع واي باك مشين.
16. ↑  سير أعلام النبلاء» الصحابة رضوان الله عليهم» قصة سلمان الفارسي (2) نسخة محفوظة 25 أبريل 2017 على موقع واي باك مشين.
17. 1 2 3 4  الذهبي (2004)، ص. 1866.
18. 1 2  سير أعلام النبلاء» الصحابة رضوان الله عليهم» قصة سلمان الفارسي (3) نسخة محفوظة 27 ديسمبر 2017 على موقع واي باك مشين.
19. ↑  الطبقات الكبرى لابن سعد - سَلْمَانُ الْفَارِسِيُّ (2) نسخة محفوظة 25 أبريل 2017 على موقع واي باك مشين.
20. ↑  تفسير القرآن العظيم لابن كثير» تفسير سورة البقرة» تفسير قوله تعالى إن الذين آمنوا والذين هادوا والنصارى والصابئين نسخة محفوظة 27 ديسمبر 2017 على موقع واي باك مشين.
21. ↑  مسند أحمد» مسند الأنصار رضي الله عنهم» حديث معاذ بن جبل رضي الله تعالى عنه نسخة محفوظة 27 ديسمبر 2017 على موقع واي باك مشين.
22. ↑  الطبقات الكبرى لابن سعد - سَلْمَانُ الْفَارِسِيُّ (4) نسخة محفوظة 25 أبريل 2017 على موقع واي باك مشين.
23. ↑  الطبقات الكبرى لابن سعد - سَلْمَانُ الْفَارِسِيُّ (7) نسخة محفوظة 25 أبريل 2017 على موقع واي باك مشين.
24. ↑  الطبقات الكبرى لابن سعد - سَلْمَانُ الْفَارِسِيُّ (6) نسخة محفوظة 25 أبريل 2017 على موقع واي باك مشين.
25. ↑  الطبقات الكبرى لابن سعد - سَلْمَانُ الْفَارِسِيُّ (5) نسخة محفوظة 25 أبريل 2017 على موقع واي باك مشين.
26. ↑  مسلسل - قمر بني هاشم - 2008 طاقم العمل، مؤرشف من الأصل في 2021-01-20، اطلع عليه بتاريخ 2021-09-09

### معلومات المراجع كاملة
- ابن عبد البر، يوسف (1911). الاستيعاب في معرفة الأصحاب. بيروت: مطبعة أوفست.
- العاملي، محسن الأمين (1950). أعيان الشيعة (ط. الأولى). بيروت: مطبعة الإنصاف.
- العسقلاني، ابن حجر (1995). الإصابة في تمييز الصحابة (ط. الأولى). بيروت: دار الكتب العلمية. ج. الثالث. ص. 118-120.{{استشهاد بكتاب}}:  صيانة الاستشهاد: ref duplicates default (link)
- البغدادي، ابن سعد (1997). كتاب الطبقات الكبير (ط. الثانية). بيروت: دار الكتب العلمية. ج. 4،6،7. ص. 56،95،230.
- الذهبي، شمس الدين (2004). سير أعلام النبلاء (PDF) (ط. الأولى). بيروت: بيت الأفكار الدولية. ج. الأول. ص. 1866-1880.{{استشهاد بكتاب}}:  صيانة الاستشهاد: ref duplicates default (link)
- الجزري، ابن الأثير (2012). أسد الغابة في معرفة الصحابة (PDF) (ط. الأولى). بيروت: دار ابن حزم. ص. 499-502. ISBN:978-9953-81-621-0.